# Aggro Ansage Nr.3
Aggro Ansage Nr.3 – trzecia z części składanek wydawanych przez wytwórnię Aggro Berlin. Na płycie można usłyszeć: Bushido, Fler, Sido, B-Tight (Die Sekte). Album promował świąteczny utwór Weihnachtssong. W 2006 roku doszło do reedycji albumu pod nazwą Aggro Ansage Nr.3X.

## Aggro Ansage Nr.3
1. Aggroberlin	– Intro 03	1.16
2. B-Tight, Fler	– Chez Aggro	1.31
3. Sido, Bushido, B-Tight, Fler	– Aggro Teil 3	4.07
4. Sido	– Mein Block(RMX)	4.55
5. Bushido, Fler	– Kugelsicher	3.39
6. Aggroberlin	– Live	0.12
7. Bushido	– Bei Nacht(RMX)	3.25
8. Aggroberlin	– Live	0.18
9. Sido	– Weihnachtssong	3.15
10. B-Tight, Bendt	– Call-a-neger	0.44
11. B-Tight, Bendt	– Bums mich!	3.44
12. Aggroberlin	– Disziplin 	1.03
13. Fler	– Oh Shit!	3.22
14. B-Tight	– Früher	3.50
15. Bushido	– Wie 1 Gee	3.31
16. Aggroberlin	– MOK	0.29
17. Die Sekte	– Für die Sekte	5.08
18. Aggroberlin	– Live Outro	6.11